# Antiche unità di misura della provincia di Grosseto
Sono qui riportate le conversioni tra le antiche unità di misura in uso nella provincia di Grosseto e il sistema metrico decimale, così come stabilite ufficialmente nel 1877.
Nonostante l'apparente precisione nelle tavole, in molti casi è necessario considerare che i campioni utilizzati (anche per le tavole di epoca napoleonica) erano di fattura approssimativa o discordanti tra loro.
A causa del metodo inappropriato utilizzato nelle province toscane nel 1808 e a causa dell'impossibilità di reperire tutti i campioni originali, nel 1877 venne stabilito di utilizzare per le unità toscane i valori del 1808 però in forma approssimata.

## Misure di lunghezza
| Nome               | Nome               | Nome               | Nome               | Nome               | Valore | Valore | Note                   |
| ------------------ | ------------------ | ------------------ | ------------------ | ------------------ | ------ | ------ | ---------------------- |
| Canna agrimensoria | Canna agrimensoria | Canna agrimensoria | Canna agrimensoria | Canna agrimensoria | 2,9181 | m      | per misura dei terreni |
| 5                  | Braccio fiorentino | Braccio fiorentino | Braccio fiorentino | Braccio fiorentino | 0,5836 | m      |                        |
| 100                | 20                 | Soldo              | Soldo              | Soldo              |        |        |                        |
| 1200               | 240                | 12                 | Denaro             | Denaro             |        |        |                        |
| 14400              | 2880               | 144                | 12                 | Punto              |        |        |                        |

| Nome             | Nome     | Nome               | Valore | Valore | Note                    |
| ---------------- | -------- | ------------------ | ------ | ------ | ----------------------- |
| Canna mercantile |          |                    |        |        |                         |
| 2                | Passetto | Passetto           | 1,1673 | m      | per misura delle stoffe |
| 4                | 2        | Braccio fiorentino | 0,5836 | m      |                         |

Nei comuni di Grosseto, Castiglione della Pescaia, Pitigliano, Santa Fiora, Scansano, Sorano e nella borgata Castell'Ottieri, frazione di Sorano, erano in uso braccia e canne particolari alquanto diverse dalle legali; ed in altri comuni della provincia si usavano le antiche misure di Siena, dal cui compartimento dipendevano, ma da ultimo tutte queste misure particolari erano cadute in disuso, cedendo il posto alle misure legali toscane.

## Misure di superficie
| Nome     | Nome     | Nome     | Nome     | Nome             | Valore  | Valore |
| -------- | -------- | -------- | -------- | ---------------- | ------- | ------ |
| Quadrato | Quadrato | Quadrato | Quadrato | Quadrato         | 3406,19 | m²     |
| 10       | Tavola   | Tavola   | Tavola   | Tavola           |         |        |
| 100      | 10       | Pertica  | Pertica  | Pertica          |         |        |
| 1000     | 100      | 10       | Deca     | Deca             |         |        |
| 10000    | 1000     | 100      | 10       | Braccio quadrato | 0,3406  | m²     |

A Sorano e Pitigliano:
| Nome  | Nome             | Valore  | Valore |
| ----- | ---------------- | ------- | ------ |
| Staio | Staio            | 1362,48 | m²     |
| 4000  | Braccio quadrato | 0,3406  | m²     |

A Monte Argentario:
| Nome  | Nome   | Nome    | Nome             | Valore  | Valore |
| ----- | ------ | ------- | ---------------- | ------- | ------ |
| Staio | Staio  | Staio   | Staio            | 1226,23 | m²     |
| 100   | Tavola | Tavola  | Tavola           |         |        |
| 600   | 6      | Pertica | Pertica          |         |        |
| 3600  | 36     | 6       | Braccio quadrato | 0,3406  | m²     |

A Orbetello:
| Nome             | Nome             | Valore  | Valore |
| ---------------- | ---------------- | ------- | ------ |
| Staio di Maremma | Staio di Maremma | 1300,91 | m²     |
| 3819             | Braccio quadrato | 0,3406  | m²     |

## Misure di volume
| Nome    | Nome    | Nome         | Nome         | Nome            | Valore | Valore | Note                             |
| ------- | ------- | ------------ | ------------ | --------------- | ------ | ------ | -------------------------------- |
| Catasta | Catasta | Catasta      | Catasta      | Catasta         | 4771,1 | L      | misura per la legna da fuoco     |
| 12      | Traino  | Traino       | Traino       | Traino          |        |        | misura da legname da costruzione |
| 24      | 2       | Braccio cubo | Braccio cubo | Braccio cubo    | 198,8  | L      |                                  |
| 144     | 12      | 6            | Bracciolo    | Bracciolo       |        |        |                                  |
| 1728    | 144     | 72           | 12           | Oncia di traino |        |        | Pari a 1000/9 di soldo cubo      |

La catasta si divide in metà, terzi, quarti. La catasta è rappresentata da un parallelepipedo rettangolo avente 6 braccia di lunghezza, 1 1/2 di larghezza e 2 di altezza.
| Nome       | Nome           | Nome           |
| ---------- | -------------- | -------------- |
| Soldo cubo |                |                |
| 27         | Quattrino cubo | Quattrino cubo |
| 1728       | 64             | Denaro cubo    |

A Orbetello:
| Nome          | Nome          | Valore  | Valore |
| ------------- | ------------- | ------- | ------ |
| Canna da muro | Canna da muro | 12722,8 | L      |
| 64            | Braccio cubo  | 198,8   | L      |

## Misure di capacità per gli aridi
| Nome   | Nome         | Nome         | Nome         | Nome         | Nome         | Nome         | Valore  | Valore |
| ------ | ------------ | ------------ | ------------ | ------------ | ------------ | ------------ | ------- | ------ |
| Moggio |              |              |              |              |              |              |         |        |
| 8      | Sacco legale | Sacco legale | Sacco legale | Sacco legale | Sacco legale | Sacco legale | 73,0886 | L      |
| 24     | 3            | Staio legale | Staio legale | Staio legale | Staio legale | Staio legale | 24,3629 | L      |
| 48     | 6            | 2            | Mina         | Mina         | Mina         | Mina         |         |        |
| 96     | 12           | 4            | 2            | Quarto       | Quarto       | Quarto       |         |        |
| 768    | 96           | 32           | 16           | 8            | Mezzetta     | Mezzetta     |         |        |
| 1536   | 192          | 64           | 32           | 16           | 2            | Quartuccio   | 0,3807  | L      |

| Nome          | Nome            | Nome               | Valore  | Valore |
| ------------- | --------------- | ------------------ | ------- | ------ |
| Staio abusivo | Staio abusivo   | Staio abusivo      | 22,7488 | L      |
| 16            | Boccale abusivo | Boccale abusivo    |         |        |
| 64            | 4               | Quartuccio abusivo |         |        |

Nella città di Massa Marittima si usava uno staio speciale che si ritiene antichissimo e che si ragguaglia a litri 24 precisi.
In Roccastrada lo staio è pari a litri 23,30.

## Misure di capacità per i liquidi
| Comuni                | Denominazione             | Valore  | Unità |
| --------------------- | ------------------------- | ------- | ----- |
| Tutti i comuni        | Barile fiorentino da vino | 45,5840 | L     |
| Tutti i comuni        | Fiasco da vino            | 2,2792  | L     |
| Tutti i comuni        | Quartuccio da vino        | 0,2849  | L     |
| Tutti i comuni        | Barile fiorentino da olio | 33,4289 | L     |
| Tutti i comuni        | Fiasco da olio            | 2,0893  | L     |
| Tutti i comuni        | Quartuccio da olio        | 0,2612  | L     |
| Tutti i comuni        | Barile da vino            | 42,4843 | L     |
| Tutti i comuni        | Barile da olio            | 41,30   | L     |
| Cinigiano             | Barile da vino            | 41,68   | L     |
| Scansano, Roccastrada | Staio da olio             | 22,79   | L     |

Il barile legale da vino si divide in 20 fiaschi, il fiasco in 4 mezzette, la mezzetta in 2 quartucci.
2 barili fanno una soma.
2 mezzette fanno un boccale.
Il barile legale da olio si divide in 16 fiaschi, il fiasco in 4 mezzette, la mezzetta in 2 quartucci.
2 barili fanno una soma.
Uno staio convenzionale da olio di 56 libbre senesi, corrispondente così a circa litri 20,8, si usava nei comuni di Castiglione della Pescaia, Cinigiano, Pitigliano.
In Arcidosso tanto per il vino quanto per l'olio si usavano misure uguali rispettivamente alla metà dei barili legali da vino e da olio.
In Santa Fiora il barile da vino si calcola di litri 45,10, e lo staio da olio di litri 20,24.
In Gavorrano l'olio si vende a peso, e lo staio è di libbre 56 pari a chilogrammi 19,014.
Lo stesso per i comuni di Manciano ed Orbetello.
In Roccastrada per il vino si usa un barile speciale che si ritiene eguale a litri 44,39.
In Sorano lo staio da olio si riteneva di litri 21,5.

## Pesi
| Nome   | Nome   | Nome   | Nome   | Nome   | Valore | Valore |
| ------ | ------ | ------ | ------ | ------ | ------ | ------ |
| Libbra | Libbra | Libbra | Libbra | Libbra | 339,5  | g      |
| 12     | Oncia  | Oncia  | Oncia  | Oncia  |        |        |
| 96     | 8      | Dramma | Dramma | Dramma |        |        |
| 288    | 24     | 3      | Denaro | Denaro |        |        |
| 6912   | 576    | 72     | 24     | Grano  |        |        |

| Nome       | Nome     | Nome     | Valore | Valore |
| ---------- | -------- | -------- | ------ | ------ |
| Tonnellata |          |          |        |        |
| 10         | Quintale | Quintale |        |        |
| 1000       | 100      | Libbra   | 339,5  | g      |

| Nome           | Nome   | Valore | Valore |
| -------------- | ------ | ------ | ------ |
| Cantaro comune |        |        |        |
| 150            | Libbra | 339,5  | g      |

| Nome                           | Nome   | Valore | Valore |
| ------------------------------ | ------ | ------ | ------ |
| Cantaro per la lana e i salumi |        |        |        |
| 160                            | Libbra | 339,5  | g      |

La libbra mercantile serve anche per gli usi farmaceutici.
Il grano della libbra serve anche per gli orefici.
Quattro grani fanno un carato, peso speciale per i gioiellieri.

## Territorio
Nel 1874 nella provincia di Grosseto erano presenti 20 comuni divisi in 11 mandamenti; era presente il solo circondario di Grosseto.
- Arcidosso • Arcidosso, Castel del Piano, Cinigiano
- Giglio • Giglio
- Giuncarico • Castiglione della Pescaia, Gavorrano
- Grosseto • Grosseto
- Manciano • Manciano
- Massa Marittima • Massa Marittima, Montieri
- Orbetello • Orbetello, Monte Argentario
- Pitigliano • Pitigliano, Sorano
- Roccastrada • Campagnatico, Roccastrada
- Santa Fiora • Roccalbegna, Santa Fiora
- Scansano • Magliano in Toscana, Scansano